# Власов, Александр Никифорович
Власов Александр Никифорович (1884 г. — 03.10.1961 г. Генуя) — донской казак, старообрядец, инженер, основатель группы компаний занимающихся морскими перевозками, миллиардер, один из наиболее успешных предпринимателей первой волны русской эмиграции.

## Биография
Родился Александр Никифорович Власов в семье казаков-старообрядцев в одной из станиц под Новочеркасском в 1884 году. В середине 1890-х годов Власовы перебрались в Одессу, где Никифор Власов стал заниматься торговлей зерном. Благосостояние семьи позволяло дать детям высшее образование. Александр Власов в 1902 году стал студентом первого приёма только что открытого в Санкт-Петербурге Политехнического института. В 1908 году после успешного окончания вуза инженер А.Н. Власов вернулся в Одессу и стал работать в городской администрации в отделе водоснабжения. Помогал отцу в введении дел семейной компании, демонстрируя незаурядные аналитические способности и удивительную интуицию. С начала 1917 года начал распродажу активов и получил для себя и семьи румынское гражданство. Весной 1918 года Александр Власов с женой Верой и сыном Борисом переезжает в Румынию, имея, в отличие от подавляющего числа русских эмигрантов, солидный капитал - 15000 золотых рублей (около 200 тысяч долларов по сегодняшнему курсу). 
В Румынии Власов начал свой бизнес как автодилер, потом переключился на торговлю углём. В 1925 году, заручившись поддержкой своих единоверцев-староверов, Власову удалось получить от польского правительства долгосрочный подряд на поставки местного угля сначала в Болгарию и Румынию, а впоследствии в Грецию и Италию. Одновременно с этим, предприниматель А. Власов стал акционером румынского транспортного общества "PRIMA, Societate Natonale de Navigatione", занимавшегося транспортировкой угля на грузовых кораблях. С этого времени основными интересами А.Н. Власова стали морские перевозки. 
В 1933 году Власов приобретает свои первые корабли малого тоннажа, и открывает в Милане собственную компанию по реализации угля. К 1937 году ему удаётся открыть своё морское агентство в Лондоне и заказывает постройку двух новых судов. С 1938 году, уже с итальянским паспортом, Власов успешно руководит поставками угля во всём средиземноморском бассейне, имея представительства в Алжире и Египте. В том же году создаёт судоходную компанию "Sitmar Cruises", принадлежащую семье Власовых полвека. Понимая, что очень скоро вся Европа превратится в арену большой войны, Власов переводит свой бизнес в Швейцарию, а потом в США (Нью-Йорк) и Аргентину (Буэнос-Айрес), куда и переселяется сам и переводит свои корабли.
За время второй мировой войны, посредничая в торговле между воюющими странами, Власову удалось многократно увеличить свой капитал.
После окончания войны Власов скупает практически за бесценок американские транспортные корабли, переоборудуя их в пассажирские. Получает от ООН очень выгодный контракт для перевозки "перемещенных лиц". Как выяснилось значительно позднее, компании и корабли Власова участвовали в операции Ватикана по перемещению в Латинскую Америку более 10 тысяч русских, не пожелавших вернуться в СССР. Александр Никифорович Власов на свои средства приобрёл для них польские, югославские и румынские паспорта, финансировал их обустройство в Каракасе и Буэнос-Айресе.
К началу 1950-х годов, просчитав, что эра угля подходит к концу, Власов начинает строительство танкеров. Но перевозка пассажиров остаётся одним из важнейших направлений деятельности "Власов Групп". В 1955 году от австралийского правительства компании Власова получают очень выгодный контракт на переправку из Европы эмигрантов в Австралию, так называемых "субсидированных пассажиров". За 15 лет по этому контракту корабли Власова перевезли 50 тысяч человек. В частности, в 1966 году из Уэльса на одном из судов Власова прибыла в Австралию будущий Премьер-министр страны Джулия Гиллард. 
Александр Никифорович Власов был очень скрытным и необщительным человеком, из русских людей сотрудничал исключительно со своими единоверцами - староверами. Единственное исключение он делал только для "Объединения Санкт-Петербургских политехников", в деятельности которого но принимал самое активное участие. Вот его краткая автобиография, собственноручно написанная для Юбилейного сборника Объединения С-Петербургских политехников в 1952 году: "Власовъ Александръ Никифоровичъ, городской инженеръ в Одессе; по эвакуацiи въ Румынiю создал тамъ морское транспортное общество, По переезде в С.Ш.А. развилъ значительную деятельность въ той же области съ блестящими результатами."
Умер Александр Никифорович Власов 3 октября 1961 года в Генуе.
После смерти основателя компании А.Н. Власова руководство бизнесом перешло к его сыну Борису. На сегодняшний день группа компаний "V.Ships", где V означает "Власов" имеет отделения в 33 странах мира и 60000 сотрудников. Оценивается в 5 миллиардов долларов.